# العلاقات السنغافورية القرغيزستانية
العلاقات السنغافورية القيرغيزستانية هي العلاقات الثنائية التي تجمع بين سنغافورة وقيرغيزستان.

## مقارنة بين البلدين
هذه مقارنة عامة ومرجعية للدولتين:
| وجه المقارنة                                              | سنغافورة                                                             | قيرغيزستان                      |
| --------------------------------------------------------- | -------------------------------------------------------------------- | ------------------------------- |
| المساحة (كم2)                                             | 719                                                                  | 199.95 ألف                      |
| عدد السكان (نسمة)                                         | 5.89 مليون                                                           | 6.20 مليون                      |
| الكثافة السكانية (ن./كم²)                                 | 819.19 ألف                                                           | 31.01                           |
| العاصمة                                                   | سنغافورة                                                             | بيشكك                           |
| اللغة الرسمية                                             | لغة إنجليزية، اللغة الملايو، اللغة الصينية القياسية، اللغة التاميلية | اللغة الروسية، اللغة القيرغيزية |
| العملة                                                    | دولار سنغافوري                                                       | سوم قيرغيزستاني                 |
| الناتج المحلي الإجمالي (بليون دولار)                      | 323.91 مليار                                                         | 7.56 مليار                      |
| الناتج المحلي الإجمالي (تعادل القوة الشرائية) بليون دولار | 472.59 مليار                                                         | 20.45 مليار                     |
| الناتج المحلي الإجمالي الاسمي للفرد دولار أمريكي          | 52.89 ألف                                                            | 1.10 ألف                        |
| الناتج المحلي الإجمالي للفرد دولار أمريكي                 | 82.76 ألف                                                            |                                 |
| مؤشر التنمية البشرية                                      | 0.925                                                                | 0.655                           |
| رمز المكالمات الدولي                                      | +65                                                                  | +996                            |
| رمز الإنترنت                                              | .sg                                                                  | .kg                             |
| المنطقة الزمنية                                           | ت ع م+08:00، توقيت سنغافورة المنسق ‏                                  | ت ع م+06:00                     |

## منظمات دولية مشتركة
يشترك البلدان في عضوية مجموعة من المنظمات الدولية، منها:
| علم المنظمة | اسم المنظمة                        | تاريخ انضمام سنغافورة | تاريخ انضمام قيرغيزستان |
| ----------- | ---------------------------------- | --------------------- | ----------------------- |
|             | بنك التنمية الآسيوي                | 1966                  | 1994                    |
|             | مؤسسة التنمية الدولية              | 27 سبتمبر 2002        | 24 سبتمبر 1992          |
|             | يونسكو                             | 8 أكتوبر 2007         | 2 يونيو 1992            |
|             | وكالة ضمان الاستثمار متعدد الأطراف | 24 فبراير 1998        | 21 سبتمبر 1993          |
|             | الأمم المتحدة                      | 21 سبتمبر 1965        | 2 مارس 1992             |
|             | الاتحاد البريدي العالمي            | ?                     | ?                       |
|             | البنك الدولي للإنشاء والتعمير      | 3 أغسطس 1966          | 18 سبتمبر 1992          |
|             | الاتحاد الدولي للاتصالات           | 22 أكتوبر 1965        | 20 يناير 1994           |
|             | منظمة حظر الأسلحة الكيميائية       | ?                     | ?                       |
|             | مؤسسة التمويل الدولية              | 4 سبتمبر 1968         | 11 فبراير 1993          |
|             | منظمة التجارة العالمية             | ?                     | ?                       |
|             | منظمة الشرطة الجنائية الدولية      | ?                     | ?                       |

## وصلات خارجية
- موقع وزارة الخارجية السنغافورية
- موقع وزارة الخارجية القيرغيزستانية